# Takeshi Honda (futbolista)
Takeshi Honda (本多 剛 Honda Takeshi?, nacido el 20 de mayo de 1981 en Saitama) es un exfutbolista japonés. Jugaba de centrocampista y su único club fue el Ventforet Kofu de Japón.

## Trayectoria

### Clubes
| Club           | País  | Año  |
| -------------- | ----- | ---- |
| Ventforet Kofu | Japón | 2003 |